# Canton de Santa-Maria-Siché
Le canton de Santa-Maria-Siché est une ancienne division administrative française, située dans le département de la Corse-du-Sud et la collectivité territoriale de Corse.

## Géographie
Ce canton était organisé autour de Santa-Maria-Siché dans l'arrondissement d'Ajaccio. Son altitude variait de 0 m pour Albitreccia à 1 680 m pour Frasseto, avec une moyenne de 443 m.

## Histoire
Le canton est supprimé par le décret du 24 février 2014, à compter des élections départementales de mars 2015. Il est englobé dans le
canton de Taravo-Ornano.

## Administration

### Conseillers généraux de 1833 à 2015
| Période                                  | Période                        | Identité                                                     | Étiquette                | Qualité |
| ---------------------------------------- | ------------------------------ | ------------------------------------------------------------ | ------------------------ | --- |
| 1833                                     | 1842                           | Xavier d'Ornano                                              |                          | Juge de paix à Santa-Maria-Siché |
| 1842                                     | 1871                           | Charles Étienne Conti                                        | Bonapartiste             | Poète, avocat et magistrat, membre du Conseil d'État Secrétaire et chef de cabinet de l'Empereur Napoléon III Député (1848-1849, 1871-1872) Sénateur (1868-1870)  |
| 1871                                     | 1872 (démission)               | M. Mariani                                                   |                          | Magistrat, nommé Président de chambre à la Cour d'appel de Bastia en 1872                                                                                         |
| 1872                                     | 1872 (décès)                   | Charles Étienne Conti                                        | Bonapartiste             | Magistrat Membre du Conseil d'État, ancien Conseiller de l'Empereur Napoléon III Représentant du Peuple (1848-1849), puis député (1871-1872) Sénateur (1868-1870) |
| 1872                                     | 1877                           | Ludovic-Dominique Forcioli                                   | Bonapartiste             | Avocat, propriétaire à Ajaccio |
| 1877                                     | 1883                           | Comte François Forcioli-Conti (1847-1908), fils du précédent | Bonapartiste             | Avocat, maire d'Ajaccio |
| 1883                                     | 1903 (démission)               | Dominique Mariani                                            | Républicain opportuniste | Procureur à Arles puis juge au tribunal civil de Marseille puis Conseiller à la Cour de Nîmes, puis juge au Tribunal de la Seine                                  |
| 1903                                     | 1908 (décès)                   | Emmanuel Arène                                               | Républicain              | Journaliste Député (1881-1904) - Sénateur (1904-1908) Président du Conseil Général (1888-1893, 1896, 1900-1908)                                                   |
| 1908                                     | 1913                           | Dominique Forcioli                                           | Rad.                     | Avocat Sénateur de Constantine (1883-1888) Député des anciens départements d'Algérie (1889-1898) Député de Corse (1905-1910)                                      |
| 1913                                     | 1919                           | Eugène Mariani (fils de Dominique Mariani)                   |                          | Attaché au Ministère de l'Intérieur |
| 1919                                     | 1924 (décès)                   | Guillaume Tollinchi (1861-1924)                              | RG                       | Négociant, maire de Santa-Maria-Siché |
| 1925                                     | 1940                           | François Tollinchi (fils du précédent)                       | RG                       | maire de Santa-Maria-Siché |
|                                          |                                |                                                              |                          | |
| 1945                                     | 1952 (décès)                   | Simon Cotoni (1877-1952)                                     | Rad.                     | Commissaire de police, Pila-Canale |
| 1952                                     | 1955                           | ..................                                           | PCF                      | maire de Santa-Maria-Siché |
| 1955                                     | 1958                           | Dominique Tollinchi (1907-1982) (fils de G.Tollinchi)        | UDR                      | Huissier, maire de Santa-Maria-Siché |
| 1958                                     | 1982                           | Jean-Baptiste Tomi                                           | Rad. puis UDF-Rad.       | Professeur, maire de Serra-di-Ferro |
| 1982                                     | 1990 (décès)                   | Charles-Antoine Grossetti                                    | UDF-PR                   | Vice-président du conseil général Maire de Grosseto-Prugna |
| 1990                                     | 2008                           | Pierre-Paul Luciani                                          | DVD                      | Fonctionnaire, maire d'Albitreccia |
| mars 2008                                | juin 2008 (démission d'office) | Marie-Jeanne Bozzi (1955-2011)                               | UMP                      | maire de Grosseto-Prugna |
| 2008                                     | 2015                           | Pierre-Paul Luciani                                          | DVD                      | Retraité, de la fonction publique, maire d'Albitreccia |
| Les données manquantes sont à compléter. |                                |                                                              |                          | |

### Conseillers d'arrondissement (de 1833 à 1940)
| Période                                  | Période | Identité                          | Étiquette | Qualité |
| ---------------------------------------- | ------- | --------------------------------- | --------- | --- |
| 1833                                     | 1842    | Jean Félix Bruni                  |           | Ancien capitaine, maire de Pila-Canale                                                                      |
|                                          |         |                                   |           | |
| 1848                                     | 1852    | M. Foate                          |           | Médecin |
| 1852                                     |         | Fabien Clémenti                   |           | Propriétaire, maire de Santa-Maria-Siché                                                                    |
|                                          |         |                                   |           | |
| avant 1877                               | 1880    | Pascal Santamaria                 |           | Propriétaire agriculteur à Santa-Maria-Siché                                                                |
| 1880                                     |         | M. Paoli                          |           | Médecin |
|                                          |         |                                   |           | |
| 1892                                     |         | Nicolas Paolantonacci             |           | Juge de paix, maire de Grosseto-Prugna                                                                      |
|                                          |         |                                   |           | |
| 1937                                     | 1940    | Jean-Louis Da Passano (1889-1975) | RG        | Médecin à Ajaccio, propriétaire à Cognocoli-Monticchi                                                       |
| 1940                                     |         |                                   |           | Les conseils d'arrondissement ont été suspendus par la loi du 12 octobre 1940 et n'ont jamais été réactivés |
| Les données manquantes sont à compléter. |         |                                   |           | |

## Composition
Le canton de Santa-Maria-Siché comprenait 17 communes et comptait 8 168 habitants (population municipale de 2008).
| Nom                           | Code Insee | Intercommunalité                        | Population (dernière pop. légale) |
| ----------------------------- | ---------- | --------------------------------------- | --------------------------------- |
| Santa-Maria-Siché (chef-lieu) | 2A312      | CC de la Pieve de l'Ornano et du Taravo | 450 (2014)                        |
| Albitreccia                   | 2A008      | CC de la Pieve de l'Ornano et du Taravo | 1 617 (2014)                      |
| Azilone-Ampaza                | 2A026      | CC de la Pieve de l'Ornano et du Taravo | 169 (2014)                        |
| Campo                         | 2A056      | CC de la Pieve de l'Ornano et du Taravo | 97 (2014)                         |
| Cardo-Torgia                  | 2A064      | CC de la Pieve de l'Ornano et du Taravo | 33 (2014)                         |
| Cognocoli-Monticchi           | 2A091      | CC de la Pieve de l'Ornano et du Taravo | 165 (2014)                        |
| Coti-Chiavari                 | 2A098      | CC de la Pieve de l'Ornano et du Taravo | 763 (2014)                        |
| Forciolo                      | 2A117      | CC de la Pieve de l'Ornano et du Taravo | 66 (2014)                         |
| Frasseto                      | 2A119      | CC de la Pieve de l'Ornano et du Taravo | 122 (2014)                        |
| Grosseto-Prugna               | 2A130      | CC de la Pieve de l'Ornano et du Taravo | 2 867 (2014)                      |
| Guargualé                     | 2A132      | CC de la Pieve de l'Ornano et du Taravo | 130 (2014)                        |
| Pietrosella                   | 2A228      | CC de la Pieve de l'Ornano et du Taravo | 1 479 (2014)                      |
| Pila-Canale                   | 2A232      | CC de la Pieve de l'Ornano et du Taravo | 290 (2014)                        |
| Quasquara                     | 2A253      | CC de la Pieve de l'Ornano et du Taravo | 53 (2014)                         |
| Serra-di-Ferro                | 2A276      | CC de la Pieve de l'Ornano et du Taravo | 490 (2014)                        |
| Urbalacone                    | 2A331      | CC de la Pieve de l'Ornano et du Taravo | 70 (2014)                         |
| Zigliara                      | 2A360      | CC de la Pieve de l'Ornano et du Taravo | 133 (2014)                        |

## Démographie
| 1962  | 1968  | 1975  | 1982  | 1990  | 1999  | 2006  | 2011  | 2012  |
| ----- | ----- | ----- | ----- | ----- | ----- | ----- | ----- | ----- |
| 3 983 | 3 798 | 4 180 | 5 087 | 5 549 | 6 393 | 7 850 | 8 386 | 8 549 |